# Stereospermum zenkeri
Espèce
Synonymes
- Stereospermum bracteosum K.Schum.[1]

Stereospermum zenkeri K.Schum. est une espèce de plantes à fleurs de la famille des Bignoniaceae et du genre Stereospermum. C'est un arbre endémique du Cameroun.

## Étymologie
Son épithète spécifique zenkeri rend hommage au botaniste allemand Georg August Zenker.

## Distribution et écologie
Cette espèce est endémique du Cameroun, dans la région du Centre, précisément à Yaoundé.
Cette espèce de la famille des Bignoniaceae est un arbre connu de quatre collections, toutes de Yaoundé. Elle est déclarée en danger critique d'extinction à cause de sa zone d'occupation qui est très minime, environ 8 km2 et une zone d’occurrence de moins de 100 km2. Cette espèce qui vit dans la capitale camerounaise est fortement éradiquée par l'urbanisation. Elle a été vue pour la dernière fois en 1950, il est donc très probable qu'elle soit éteinte. L'UICN préconise la prospection botanique de Yaoundé et ses alentours pour permettre la redécouverte de cette espèce.